# Colón (Costa Rica)
Colón è un distretto della Costa Rica, capoluogo del cantone di Mora, nella provincia di San José.